# Radio Zamaneh

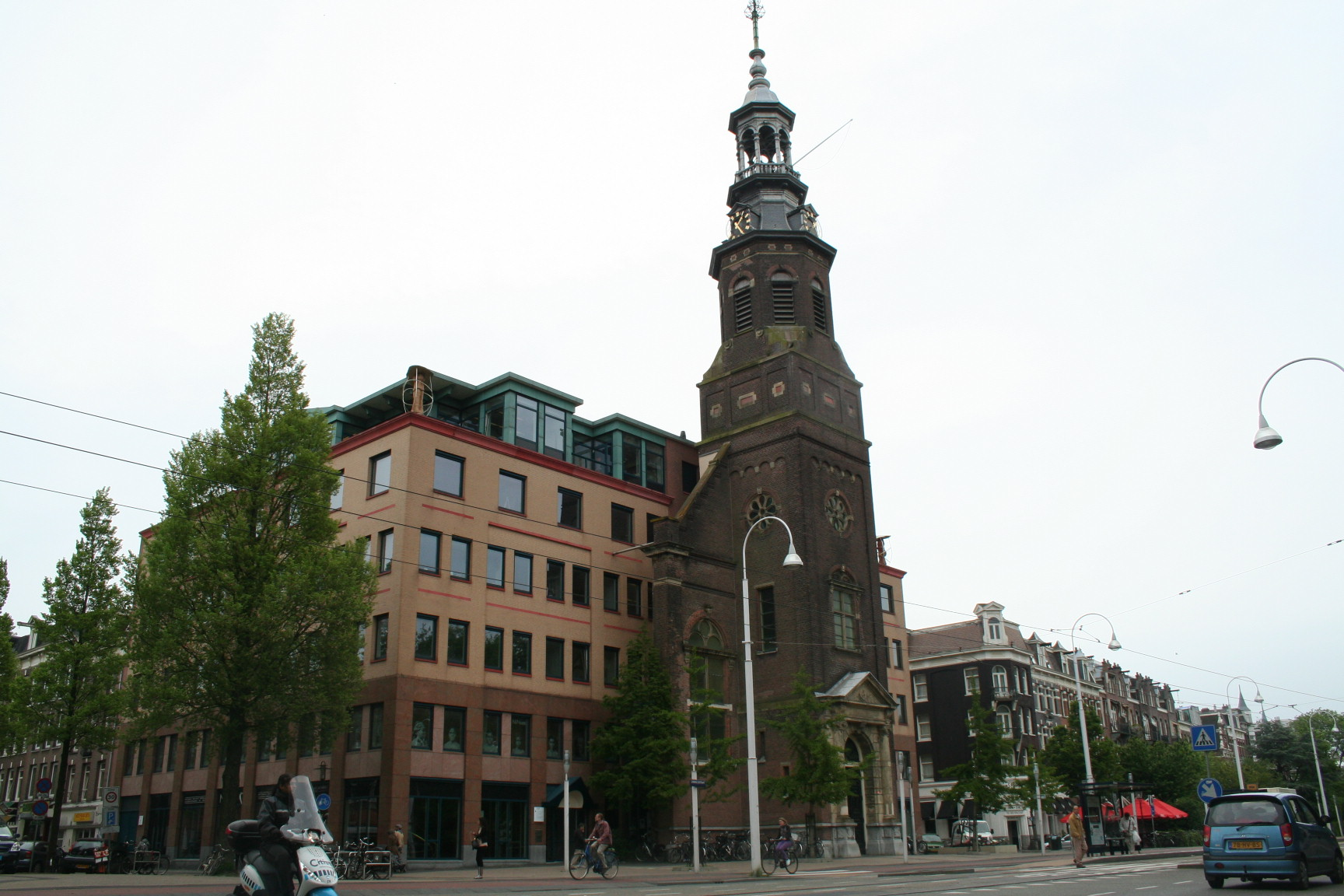
Kantoor van Radio Zamaneh in Amsterdam, 2010

Radio Zamaneh (Perzisch: رادیو زمانه) is een Perzischtalige radiozender en multimedia-organisatie, gevestigd in Amsterdam, de hoofdstad van Nederland.
Op 4 augustus 2006 begon Radio Zamaneh met zijn activiteiten. De programma's worden via de korte golf, satelliet en internet uitgezonden en omvatten nieuwsuitzendingen en politieke, sociale, filosofische, literaire en op kunst gerichte reportages. Daarnaast biedt Radio Zamaneh een platform aan bloggers en burgerjournalistiek.
Radio Zamaneh zendt dagelijks van 18.00 tot 19.30 uur Midden-Europese Tijd. Mehdi Jami, de voormalige producer van BBC-Perzisch, was in de begintijd van Radio Zamaneh directeur.

## Beleid van de radio

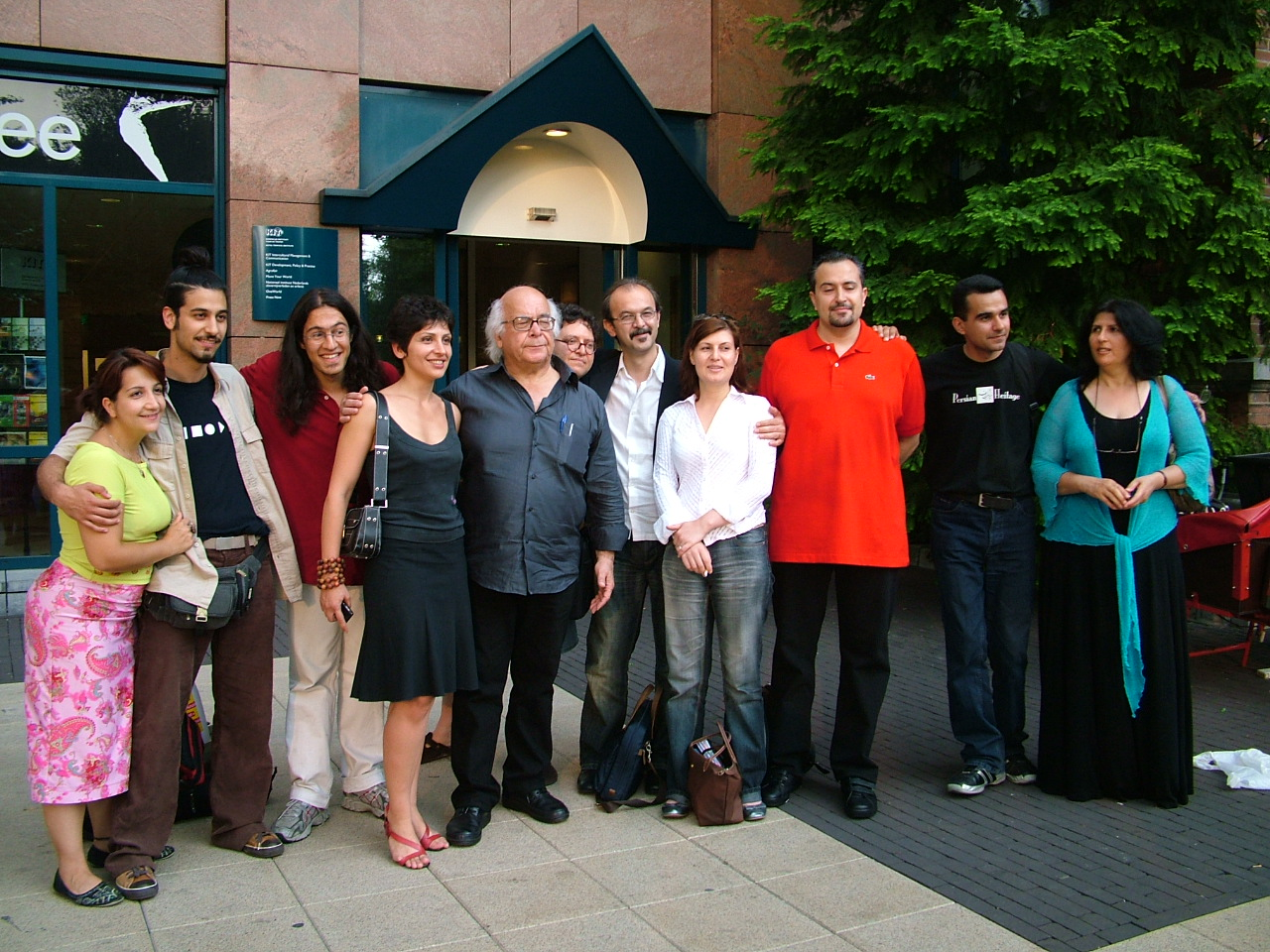
Radio Zamaneh-workshop, juli 2006

Zamaneh maakt gebruik van een klein team gevestigd in het hoofdkantoor in Amsterdam en van een grote groep Perzische (Iraanse) geleerden, schrijvers, journalisten, webloggers en burgerjournalisten in Iran en in verschillende andere landen.
De medewerkers van de radio die voor een groot deel uit webloggers bestaat, beschouwen Radio Zamaneh als een weblog-radio die de standpunten van Perzische webloggers weerspiegelt. Door gebruik van dit medium en contact te leggen met de toehoorders proberen ze nieuwe ruimte te creëren in de wereld van de Perzische media. In de persverklaring van de radio is vermeld: “het domein van Iraanse weblogs is een ruimte die een van de grootste virtuele samenlevingen van de wereld op internet vertegenwoordigt. De Iraanse weglogs worden beschouwd als het domein van de jonge stedelijke gemeenschap in Iran en daarbuiten. Hun stem wordt niet gehoord in de heersende en officiële media in Iran en daarbuiten. Radio Zamaneh wil een podium bieden aan Iraanse webloggers en de standpunten van gewone burgers weergeven."
Een deel van de critici van de radio meent dat Radio Zamaneh geen goed waarneembare identiteit heeft en dat zijn beleid niet duidelijk is.

## Geschiedenis
In 2003 werd door inspanningen van Perzen als Farah Karimi, een Nederlands parlementslid, een budget in het parlement goedgekeurd om een Perzischtalige televisie, bedoeld voor culturele interactie en het bevorderen van mensenrechten, in Amsterdam te stichten. Het bericht van het opzetten van deze televisie ging gepaard met hevige reacties van de Iraanse staat. Het plan werd een tijdje stopgezet. Daarna werd het beschikbare budget onder een paar projecten verdeeld, waarvan Radio Zamaneh en Sharzad News de belangrijkste waren. Het door het parlement goedgekeurde budget is de voornaamste inkomstenbron van Radio Zamaneh.
In juli 2006 nodigde Radio Zamaneh tientallen Perzische journalisten en webloggers die voor een groot deel buiten Perzië (Iran) woonachtig zijn, uit om in een workshop van zeven dagen hun visies en ervaringen op het gebied van het opzetten van een onafhankelijk medium en het produceren van professionele programma's te delen. Een korte tijd na die workshop werd de testuitzending van de radio via internet uitgezonden en daarna officieel vervolgd door uitzendingen via korte golf en satelliet.

## De reactie van de Iraanse staat
In tegenstelling tot de meeste Perzischtalige media buiten Iran heeft Radio Zamaneh nog geen specifieke reactie gehad van de staat. Slechts de krant Kayhan, die bekendstaat om haar radicale en conservatieve standpunten, heeft de radio beschuldigd van het verspreiden van onzedelijke normen. Daarnaast heeft een kleine groep Perzen, die in Nederland woonachtig is, de radio van betrekkingen met Iran of met koloniale instituten beschuldigd. Tot op heden heeft de radio slechts op de beschuldigingen van het contact met Freedom House, die een budget voor 'regime change in Iran' ter beschikking zou hebben, officieel gereageerd en geprotesteerd.

## Perzische verhaalschrijvers op Radio Zamaneh

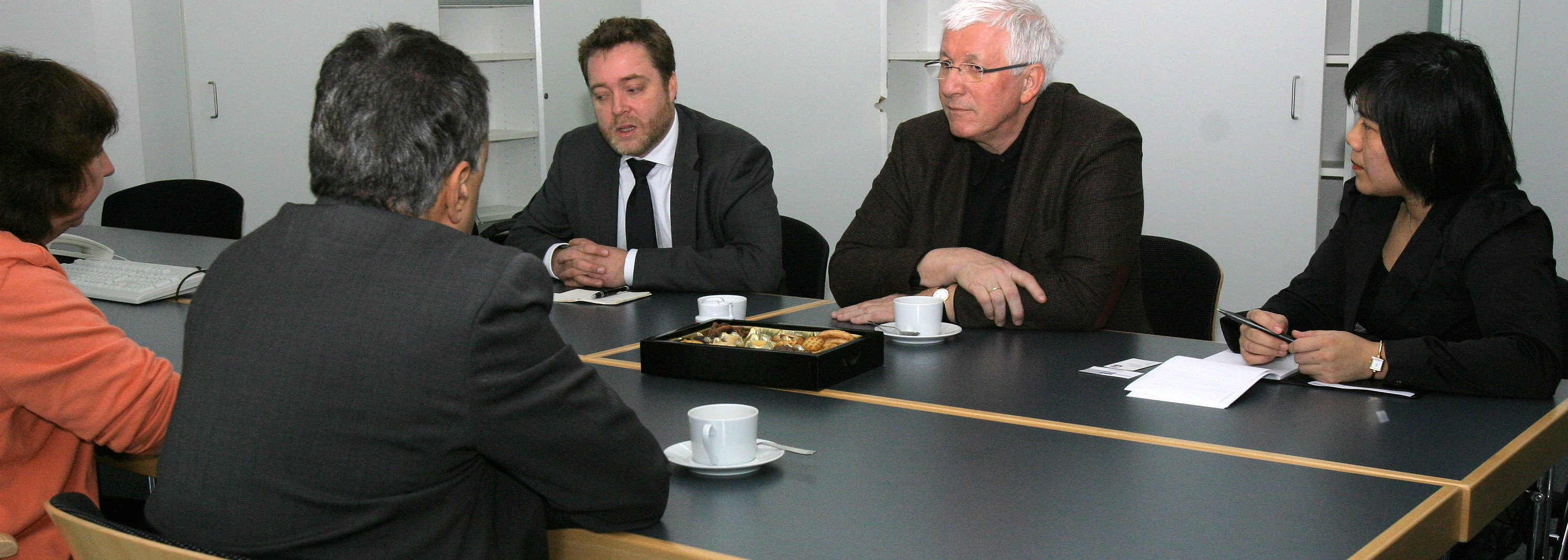
Een vergadering van directie en bestuur van Radio Zamaneh met vertegenwoordigers van Deutsche Welle Perzisch, Bonn, 2011

Radio Zamaneh zond voor het eerst een groot aantal verhalen van Perzische schrijvers uit die door de schrijvers zelf voorgelezen werden. Voor de publicatie van sommige van die verhalen wordt in Iran geen toestemming verleend. De coördinator van deze programma's was Abbas Marufi, de in Berlijn woonachtige Perzische schrijver en hoofdredacteur van het ontbonden tijdschrift Gardun.

## Muziekkeuze
De radio had aanvankelijk een sterke neiging Perzische (Iraanse) ondergrondse muziek van verschillende bands uit te zenden. In de loop van de tijd ging de radio meer tijd aan andere muziekstijlen besteden.